# Listen (álbum de David Guetta)
Listen é o sexto álbum de estúdio do DJ e produtor francês David Guetta, lançado em 21 de novembro de 2014. Ele conta com colaborações de artistas do R&B, hip hop, rock e pop alternativos, como Sam Martin, Emeli Sandé, The Script, Nicki Minaj, John Legend, Nico & Vinz, Ryan Tedder, vocalista da banda de pop rock OneRepublic, Sia, Magic!, Bebe Rexha, o grupo coral masculino sul-africano Ladysmith Black Mambazo, Ms. Dynamite, Elliphant, Birdy, Jaymes Young, Sonny Wilson, Vassy e Skylar Grey. Ele também possui produção adicional de seus colaboradores Giorgio Tuinfort, Avicii, Afrojack, Nicky Romero, Showtek e Stadiumx entre outros, com créditos de composições adicionais de Natalia Kills, Alicia Keys e The-Dream, entre outros.

## Lista de faixas
- Créditos adaptado de Qobuz.[2]

| Listen         |                                                                            | |                                                        |         |  |
| N.º            | Título                                                                     | Compositor(es)                                                                                        | Produtor(es)                                           | Duração |  |
| 1.             | "Dangerous" (com participação de Sam Martin)                               | David Guetta, Giorgio Tuinfort, Sam Martin, Jason Evigan, Lindy Robbins                               | Guetta, Martin[a], Evigan[a]                           | 3:23    |  |
| 2.             | "What I Did for Love" (com participação de Emeli Sandé)                    | Guetta, Tuinfort, Alicia Keys, Breyan Isaac, Evigan, Martin, Sean Douglas                             | Guetta, Tuinfort                                       | 3:28    |  |
| 3.             | "No Money No Love" (com participação de Showtek, Elliphant e Ms. Dynamite) | Guetta, Tuinfort, Ester Dean, Nick Rotteveel, Sjoerd Janssen, Wouter Janssen, Terius "The-Dream" Nash | Guetta, Tuinfort, Nicky Romero, Showtek                | 3:40    |  |
| 4.             | "Lovers on the Sun" (com participação de Sam Martin)                       | Guetta, Martin, Frédéric Riesterer, Tuinfort, Evigan, Michael Einziger, Tim Bergling                  | Guetta, Avicii, Riesterer, Tuinfort, Daddy's Groove[b] | 3:23    |  |
| 5.             | "Goodbye Friend" (com participação de The Script)                          | Guetta, Riesterer, Tuinfort, Evigan, Martin, Douglas                                                  | Guetta, Riesterer, Stadium X                           | 3:42    |  |
| 6.             | "Lift Me Up" (com participação de Nico & Vinz e Ladysmith Black Mambazo)   | Guetta, Tuinfort, Danny Majic, Geoffro Cause, Julie Frost, Nico Sereba, Vincent Dery                  | Guetta e Tuinfort                                      | 3:42    |  |
| 7.             | "Listen" (com participação de John Legend)                                 | Guetta, Tuinfort, Austin Bisnow, Evigan, John Stephens, Joaquin Howard, Sarah Rayne                   | Guetta, Tuinfort, Austin Bis                           | 4:02    |  |
| 8.             | "Bang My Head" (com participação de Sia)                                   | Sia Furler, Guetta, Tuinfort, Marcus van Wattum, Rotteveel,                                           | Guetta, Tuinfort, Wattum, Romero                       | 3:40    |  |
| 9.             | "Yesterday" (com participação de Bebe Rexha)                               | Guetta, Tuinfort, Bebe Rexha, Douglas, Bergling                                                       | Guetta, Avicii, Tuinfort                               | 3:50    |  |
| 10.            | "Hey Mama" (com Nicki Minaj, Bebe Rexha e Afrojack)                        | Guetta, Tuinfort, Rexha, Dean, Nick van de Wall, Douglas                                              | Guetta, Afrojack e Tuinfort                            | 4:15    |  |
| 11.            | "Sun Goes Down" (com Showtek e participação de Magic! and Sonny Wilson)    | Guetta, Tuinfort, S. Janssen, W. Janssen, Sonny Wilson                                                | Guetta, Showtek e Tuinfort                             | 3:13    |  |
| 12.            | "S.T.O.P." (com participação de Ryan Tedder)                               | Guetta, Tuinfort, Pierre-Luc Rioux, Tedder, Justin Davey, Vinay Vyas                                  | Guetta e Tuinfort                                      | 3:28    |  |
| 13.            | "I'll Keep Loving You" (com participação de Jaymes Young e Birdy)          | |                                                        | 3:58    |  |
| 14.            | "The Whisperer" (com participação de Sia)                                  | Furler, Guetta e Tuinfort                                                                             | Guetta e Tuinfort                                      | 3:47    |  |
| Duração total: | Duração total:                                                             | Duração total:                                                                                        | Duração total:                                         | 51:31   |  |

| Faixas bônus da edição deluxe |                                                                  | |                                  |         |  |
| N.º                           | Título                                                           | Compositor(es)                                                                                      | Produtor(es)                     | Duração |  |
| 15.                           | "Bad" (com Showtek e participação de Vassy)                      | Guetta Sjoerd Janssen Wouter Janssen Tuinfort Ossama Al Sarraf Ned Shepard Nick Turpin Manian Vassy | Guetta Showtek                   | 2:50    |  |
| 16.                           | "Rise" (com participação de Skylar Grey)                         | |                                  | 3:13    |  |
| 17.                           | "Shot Me Down" (com participação de Skylar Grey)                 | Guetta Tuinfort Sonny Bono                                                                          | Guetta Tuinfort Ralph Wegner [b] | 3:11    |  |
| 18.                           | "Dangerous" (com participação de Sam Martin (Robin Schulz remix) | Guetta Tuinfort Martin Evigan Robbins                                                               | Guetta Martin [a] Evigan [a]     | 5:14    |  |

Notas
- ↑[a]  como co-produtor
- ↑[b]  como produtor adicional

## Posição semanal
| Tabela (2014)                         | Melhor posição      |
| ------------------------------------- | ------------------- |
| Austrália (ARIA)                      | 11                  |
| Áustria (Ö3 Austria Top 40)           | 3                   |
| Bélgica (Ultratop Flandres)           | 4                   |
| Bélgica (Ultratop Valônia)            | 6                   |
| Canadá (Billboard)                    | 8                   |
| Croácia (IFPI)                        | 3                   |
| Dinamarca (Hitlisten)                 | 22                  |
| Países Baixos (Dutch Charts)          | 11                  |
| Finlândia (Suomen virallinen lista)   | 20                  |
| França (SNEP)                         | 3                   |
| Alemanha (Offizielle Deutsche Charts) | 3                   |
| Hungria (MAHASZ)                      | 1                   |
| Irlanda (IRMA)                        | 9                   |
| Itália (FIMI)                         | 8                   |
| Japão (Oricon)                        | 23                  |
| Nova Zelândia (RMNZ)                  | 15                  |
| Noruega (VG-lista)                    | 4                   |
| Portugal (AFP)                        | 19                  |
| Escócia (Official Scottish Albums)    | 9                   |
| Suécia (Sverigetopplistan)            | 15                  |
| Suíça (Schweizer Hitparade)           | 2                   |
| Reino Unido (UK Albums Chart)         | 8                   |
| Reino Unido (UK Dance Albums Chart)   | 1                   |
| Estados Unidos (Billboard 200)        | 4                   |
|                                       | 1 align="center"\|1 |

## Histórico de lançamento
| Região         | Data                   | Formato(s)          | Gravadora                   |
| -------------- | ---------------------- | ------------------- | --------------------------- |
| Austrália      | 21 de novembro de 2014 | CD digital download | - What A Music - Parlophone |
| Alemanha       | 21 de novembro de 2014 | CD digital download | - What A Music - Parlophone |
| Nova Zelândia  | 21 de novembro de 2014 | CD digital download | - What A Music - Parlophone |
| França         | 24 de novembro de 2014 | CD digital download | - What A Music - Parlophone |
| Reino Unido    | 24 de novembro de 2014 | CD digital download | - What A Music - Parlophone |
| Estados Unidos | 24 de novembro de 2014 | CD digital download | - What A Music - Parlophone |
| Itália         | 25 de novembro de 2014 | CD digital download | - What A Music - Parlophone |